# Штрасбергер, Йозеф
Йозеф Штрасбергер (нем. Josef Straßberger, 20 августа 1894 — 4 октября 1950) — германский тяжелоатлет, чемпион мира, Европы и Олимпийских игр.
Родился в 1894 году в Кольберморе. В 1919 году стал бронзовым призёром чемпионата Германии. В 1920 году стал чемпионом Германии и чемпионом мира. В 1921 году вновь стал чемпионом Германии и выиграл чемпионат Европы. В 1922—1925 годах ежегодно становился чемпионом Германии, в 1926 году на чемпионате Германии занял 2-е место, в 1927—1933 годах опять каждый год становился чемпионом Германии, в 1934—1935 годах занимал 2-е места на чемпионате Германии. В 1928 году стал чемпионом Олимпийских игр в Амстердаме. В 1929 году выиграл чемпионат Европы. В 1930 и 1931 годах становился бронзовым призёром чемпионата Европы. В 1932 году завоевал бронзовую медаль на Олимпийских играх в Лос-Анджелесе. В 1933 и 1934 годах завоёвывал бронзовые медали чемпионата Европы.